# Гневенцин
Гневенцин (пол. Gniewięcin) — село в Польщі, у гміні Сендзішув Єнджейовського повіту Свентокшиського воєводства.
Населення — 506 осіб (2011).
У 1975-1998 роках село належало до Келецького воєводства.

## Демографія
Демографічна структура на день 31 березня 2011 року:
|          | Загалом | Допрацездатний вік | Працездатний вік | Постпрацездатний вік |
| -------- | ------- | ------------------ | ---------------- | -------------------- |
| Чоловіки | 241     | 50                 | 158              | 33                   |
| Жінки    | 265     | 44                 | 156              | 65                   |
| Разом    | 506     | 94                 | 314              | 98                   |